# Halové mistrovství České republiky v atletice 1993
Halové mistrovství ČR v atletice 1993 se uskutečnilo ve dnech 20.–21. února 1993 v Praze.

## Medailisté

### Muži
| Soutěž                         | Zlato                     | Stříbro                   | Bronz                           |
| 50 m                           | Jiří Valík 5.78           | Ivan Stinka 5.92          | Walter Pilch 5.94               |
| 200 m                          | Jiří Valík 21.41          | Walter Pilch 21.73        | Jiří Ondráček 21.87             |
| 400 m                          | Vilém Ondráček 47.76      | Miloslav Sýkora 47.80     | Petr Punčochář 48.46            |
| 800 m                          | Martin Kučera 1:54.03     | Kamil Hůrka 1:54.13       | Martin Novák 1:54.34            |
| 1500 m                         | Milan Drahoňovský 3:46.12 | Jiří Šoptenko 3:47.04     | Michael Nejedlý 3:48.52         |
| 3000 m                         | Radim Kunčický 8:20.61    | Jiří Klesnil 8:20.75      | Jan Kamler 8:21.69              |
| 50 m př.                       | Matěj Haranta 6.70        | Tomáš Dvořák 6.71         | Viktor Zbožínek 6.71            |
| 5 km chůze                     | Jiří Malysa 19:24.82      | Tomáš Kratochvíl 19:27.68 | Miloš Holuša 20:09:21           |
| Skok do výšky                  | Leo Zdráhal 215           | Josef Bělohlávek 215      | Tomáš Janků a Jiří Viktorin 210 |
| Skok o tyči                    | František Jansa 550       | Martin Kysela 521         | Pavel Sluka 510                 |
| Skok daleký                    | Milan Gombala 811         | Roman Orlík 794           | Ivo Krsek 771                   |
| Trojskok                       | Michal Coubal 15.95       | Jiří Brázdil 15.68        | Pavel Wiedermann 15.57          |
| Vrh koulí                      | Jan Bártl 19.06           | Remigius Machura 16.09    | František Michálek 15.98        |
| Sedmiboj Praha 26. – 27.2.1993 | Tomáš Dvořák 5707 bodů    | Peter Sóldos 5407 bodů    | Kamil Damašek 5402 bodů         |

### Ženy
| Soutěž                        | Zlato                      | Stříbro                     | Bronz                     |
| 50 m                          | Monika Špičková 6.42       | Hana Benešová 6.43          | Denisa Němcová 6.56       |
| 200 m                         | Hana Benešová 24.01        | Monika Špičková 24.46       | Denisa Němcová 24.83      |
| 400 m                         | Naděžda Koštovalová 53.8   | Ludmila Formanová 54.2      | Yveta Pořízková 56.74     |
| 800 m                         | Ivana Kubešová 2:08.33     | Romana Sanigová 2:09.23     | Lenka Žižková 2:10.02     |
| 1500 m                        | Věra Kunčická 4:23.06      | Jana Švejdová 4:25.46       | Andrea Bergmanová 4:41.94 |
| 3000 m                        | Věra Kunčická 9:56.21      | Věra Horká 9:58.35          | Radka Pátková 9:58.51     |
| 50 m př.                      | Zuzana Machotková 7.23     | Helena Vinařová 7.32        | Jana Švarná 7.34          |
| 3 km chůze                    | Kamila Holpuchová 13:07.53 | Renata Sládečková 13:38.17  | Jana Slesinská 15:07.52   |
| Skok do výšky                 | Šárka Nováková 189         | Alena Varcholová 186        | Šárka Kašpárková 183      |
| Skok o tyči                   | Daniela Bártová 350        | Jana Kábová 340             | Hana Mešejdová 300        |
| Skok daleký                   | Jitka Kubová 626           | Gabriela Váňová 617         | Magdaléna Nedvědová 596   |
| Trojskok                      | Šárka Kašpárková 13.55     | Alice Matějková 12.46       | Renata Černá 12.35        |
| Vrh koulí                     | Zdeňka Šilhavá 15.97       | Alice Matějková 15.85       | Petra Jurášková 14.73     |
| Pětiboj Praha 26. – 27.2.1993 | Jana Švarná 3819 bodů      | Zuzana Machotková 3818 bodů | Dana Jandová 3698 bodů    |